# Günter Hermann
Günter Hermann (* 5. prosinec 1960, Rehburg-Loccum) je bývalý německý fotbalista, který reprezentoval Západní Německo i Německo sjednocené. Nastupoval většinou na postu záložníka.
S německou reprezentací vyhrál mistrovství světa v Itálii roku 1990, byť na závěrečném turnaji nenastoupil.. V národním mužstvu odehrál 2 zápasy, přátelské utkání proti Sovětskému svazu v roce 1988 a přípravný zápas na italský šampionát proti Dánsku roku 1990.
S Werderem Brémy vyhrál druhou nejprestižnější evropskou pohárovou trofej té doby, Pohár vítězů pohárů, a to v sezóně 1991/92. S Werderem rovněž dvakrát získal titul německého mistra (1987/88, 1992/93) a jednou německý pohár (1990/91).